# Gauripur
Gauripur là một thị xã và là nơi đặt ủy ban khu vực thị xã (town area committee) của quận Dhubri thuộc bang Assam, Ấn Độ.

## Địa lý
Gauripur có vị trí 26°05′B 89°58′Đ / 26,08°B 89,97°Đ Nó có độ cao trung bình là 26 mét (85 feet).

## Nhân khẩu
Theo điều tra dân số năm 2001 của Ấn Độ, Gauripur có dân số 23.477 người. Phái nam chiếm 52% tổng số dân và phái nữ chiếm 48%. Gauripur có tỷ lệ 75% biết đọc biết viết, cao hơn tỷ lệ trung bình toàn quốc là 59,5%: tỷ lệ cho phái nam là 81%, và tỷ lệ cho phái nữ là 69%. Tại Gauripur, 11% dân số nhỏ hơn 6 tuổi.